# Programul de Diplomă al Bacalaureatului Internațional
Programul de Diplomă al Bacalaureatului Internațional (IBDP sau PDBI) este un program educațional pe o durată de doi ani destinat în special copiilor cu vârste cuprinse între 16 și 18 ani. Programul oferă o calificare acceptată la nivel internațional pentru intrarea în învățământul superior și este recunoscută de numeroase universități din întreaga lume. Acest program a fost dezvoltat la începutul anilor '60 în Geneva, Elveția, de un grup de profesori din întreaga lume. După un program pilot de șase ani, încheiat în 1975, a fost înființat și un program de diplomă bilingvă. 
Administrat de Bacalaureatul Internațional (IB), IBDP este predat în școli din peste 140 de țări, într-una din cele trei limbi disponibile: engleză, franceză sau spaniolă. Pentru a participa, studenții trebuie să frecventeze o școală IB. Studenții IBDP completează evaluări în șase subiecte, câte unul din fiecare grup de subiecte, și trei cerințe esențiale. Studentii sunt evaluați utilizând evaluări interne și externe, iar cursurile se termină cu o serie de examene evaluate extern, care constau, de obicei, din două sau trei teste scrise într-o anumită durată de timp. Evaluarea internă variază în funcție de subiect: pot exista prezentări orale, lucrări practice sau lucrări scrise. În majoritatea cazurilor, acestea sunt notate inițial de către profesorul din clasă, ale cărui note sunt apoi verificate sau modificate, după caz, de către un moderator extern desemnat. 
În general, IBDP a fost bine primit. Acesta a fost apreciat pentru introducerea gândirii interdisciplinare în educația elevilor de liceu. În Regatul Unit, ziarul The Guardian susține că IBDP este „mai dificil din punct de vedere academic și mai cuprinzător decât trei sau patru niveluri A [de bacalaureat britanic]” . Cu toate acestea, un angajament făcut de a permite copiilor din toate zonele să participe la program a fost retras, deoarece dezvoltarea programului IB a fost determinată de școli private. Studenții britanici care trec examenul IB cu cele șase discipline și probele de bază Eseu extins (EE), Teoria cunoașterii (TOK) și Creativitate, acțiune și servicii (CAS) primesc oferte universitare structurate în mod diferit celor care aleg să urmeze alte tipuri de bacalaureat, precum cele trei niveluri A din bacalaureatul britanic.

## Istorie
În 1945, „Conferința Școlilor Internaționale” a cerut Școlii Internaționale de la Geneva (Ecolint) să creeze un program școlar internațional. Atunci când a devenit directorul diviziei engleze a Ecolint, Desmond Cole-Baker a început să dezvolte această idee, iar în 1962, colegul său, Robert Leach, a organizat o conferință la Geneva la care a fost menționat pentru prima dată termenul „Bacalaureat internațional”. Profesor de studii sociale în america, Leach a organizat conferința — cu un grant de 2500$ de la UNESCO — la care au participat membri din școlile europene și din cardrul UNESCO. Scriind despre geneza Bacalaureatului Internațional în Schools Across Frontiers, Alec Peterson îl consideră pe Leach ca „promotorul inițial al Baccalaureatului Internațional”. La finalul conferinței, UNESCO a finanțat Asociația Internațională a Școlilor cu o sumă suplimentară de 10.000 de dolari, care nu a fost suficientă, însă, pentru a face mai mult decât a produce câteva lucrări sau a aduce împreună profesorii pentru întâlniri. 

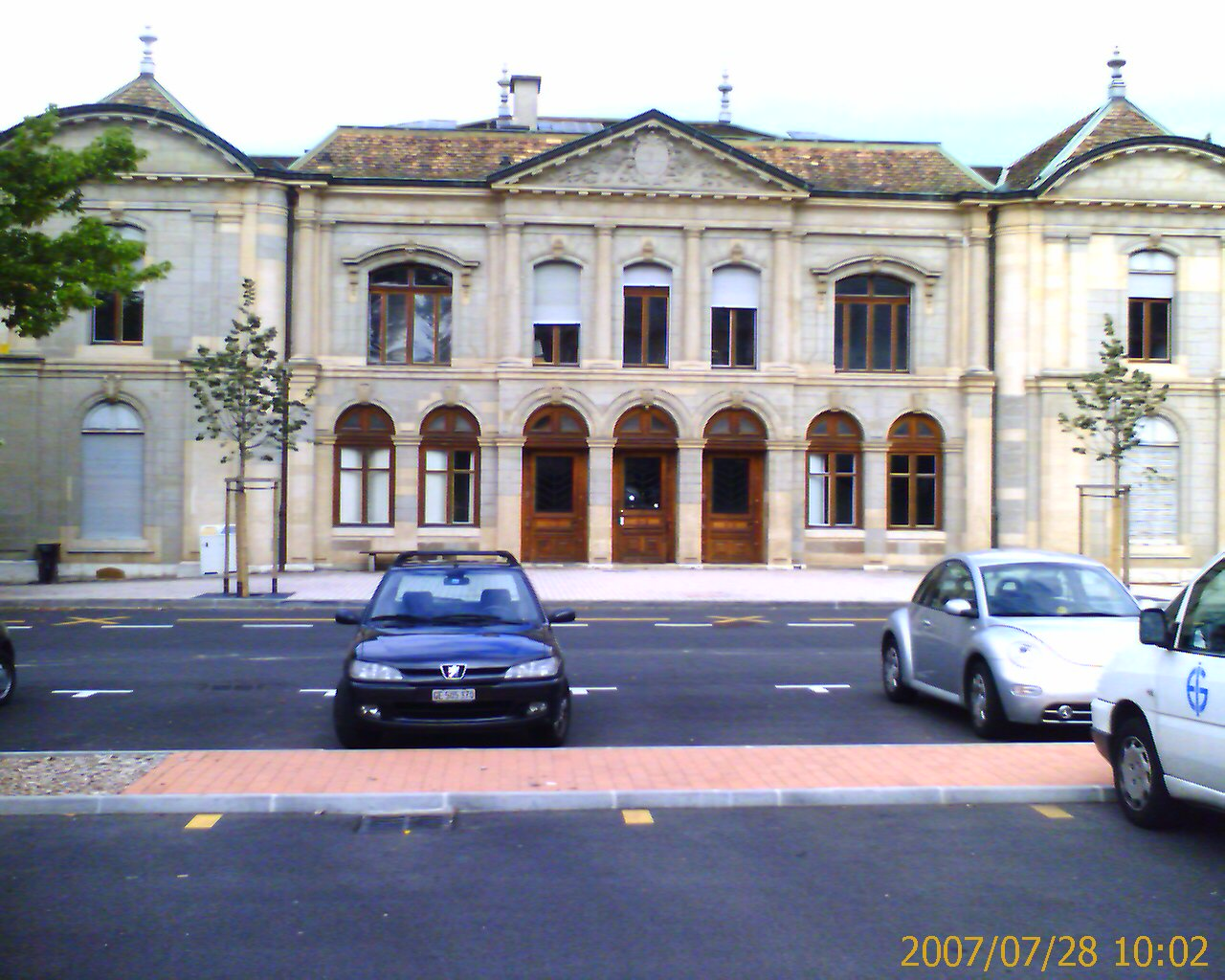
Château-ul de la Ecolint unde a fost dezvoltat IB.

Începând cu anul 1964, profesorii internaționali, cum ar fi Alec Peterson (director al Departamentului de Educație de la Universitatea Oxford ), Harlan Hanson, Desmond Cole (directorul Școlii Internaționale a Organizației Națiunilor Unite la New York) și Desmond Cole-Baker (directorul Școlii Internaționale de la Geneva) au înființat Sindicatul de Examinare a Școlilor Internaționale (ISES). Cole și Hanson și-au adus experiența în examenele de admitere în colegii din Statele Unite. Potrivit lui Peterson, „cea mai importantă întâmplare din istoria IB” a venit în 1965 cu un grant din Fondul Secolului 20, care l-a însărcinat pe Martin Mayer, autorul The Schools, să prezinte un raport privind fezabilitatea stabilirii unui curriculum comun și a unui proces comun de examinare pentru școlile internaționale care ar fi acceptabile pentru intrarea în universități din întreaga lume. Aceasta a condus la conferințe care au implicat Ecolint, Colegiul Unit al Atlanticului (UWC Atlantic College) și altele în primăvara și toamna anului 1965, la care au fost discutate și convenite detalii despre curriculum-ul pentru programul de diplomă. 
Bursa fundației the Ford Foundation, asigurată în 1966, a finanțat studiul lui Peterson de la Universitatea Oxford, care se concentra pe trei aspecte: o analiză comparativă a „programelor educaționale secundare din țările europene (...) în cooperare cu Consiliul Europei”; așteptările universitare pentru studenții din învățământul secundar care intenționează să intre în cel universitar; și o „comparație statistică a rezultatelor examenelor pilot IB cu (...) examene naționale de absolvire a școlii, cum ar fi nivelurile britanice A și testele US College Board (AP)”. Ca urmare a studiului și a modelului de curriculum dezvoltat la Colegiul Atlantic UWC, Peterson a inițiat modelul de combinare a „educației generale cu specializările”, care se îmbina cu programele din Statele Unite și Canada, model care a și devenit „cadrul curricular" propus la conferința UNESCO de la Geneva din 1967. În cursul anului 1967, ISES a fost restructurată și redenumită Consiliul Fundației IB, iar John Goormaghtigh a devenit primul președinte al acesteia în ianuarie 1968. În 1967, grupul, care până atunci l-a inclus și pe Ralph Tyler, a identificat opt școli pentru a fi utilizate în experimentarea curriculumului.
În 1968, sediul IB a fost înființat oficial la Geneva pentru dezvoltarea și întreținerea IBDP. Alec Peterson a devenit primul director general al Organizației IB, iar în 1968, douăsprezece școli din douăsprezece țări au participat la IBDP, printre care Colegiul UWC Atlantic și UNIS din New York. Scopul a fost acela de a „oferi o calificare de admitere universitară la nivel internațional, adecvată pentru populația mobilă în creștere a tinerilor ai căror părinți făceau parte din lumea diplomației, organizațiilor internaționale și multinaționale”.
Primii șase ani ai programului IB Diploma, cu un număr limitat de studenți, sunt denumiți „perioada experimentală”. Fiecare școală urma să fie inspectată de ISES sau IBO și trebuia aprobată de guvernul din țara în care se afla. Perioada experimentală s-a încheiat în 1975, iar în acel an, Bacalaureatul Internațional din America de Nord (IBNA) a fost creat ca o entitate separată, permițând ca finanțarea pentru implementarea IBDP să rămână în SUA, în loc să fie trimisă la Geneva. Primul ghid oficial al programului care conținea programa și informațiile oficiale de evaluare a fost publicat în 1970 și a inclus cursul de teoria cunoașterii. Eseul extins a fost introdus în 1978, dar Creativitatea, acțiunea, serviciul (CAS), deși menționat în ghiduri anterioare, nu a fost prezentat în mod separat în ghid până în 1989.
În 1980, pentru a răspunde criticii că „internaționalismul” era eurocentric, IB a găzduit un seminar în Singapore cu scopul de a încorpora cultura și educația asiatică în curriculum-ul lor. În 1982, Conferința Permanentă a Directorilor de Școli IB a luat măsuri pentru a modifica Eurocentrismul din curriculum. În același an, guvernul japonez a găzduit o conferință științifică pentru IBO „ca un semn de interes japonez în diferitele dimensiuni ale IB”. 
De la început, toate disciplinele programului de diplomă IB au fost disponibile în limbile engleză și franceză, fiind obligatorie pentru toți studenții să studieze atât o primă, cât și o a doua limbă. În 1974, au fost introduse diplome bilingve care le-au permis studenților să urmeze una sau mai multe dintre disciplinele lor umaniste sau științifice într-o altă limbă decât cea maternă. Subiectele programului Diploma IB au devenit disponibile în limba spaniolă în 1983.

## Cerințe principale și grupe de subiecte
Pentru a obține o diplomă IB, un candidat trebuie să îndeplinească trei cerințe de bază, în plus față de promovarea examenelor sale la 6 subiecte: 
- Eseu extins (EE). Candidații trebuie să scrie un eseu de cercetare independent de până la 4.000 de cuvinte[19] pe un subiect din lista subiectelor autorizate pentru EE.[20] Candidatul poate alege să investigheze o temă dintr-un subiect pe care îl studiază în prezent, deși acest lucru nu este necesar.[21] EE poate fi scris pe un subiect interdisciplinar.[22]
- Teoria cunoașterii (TOK — Theory of knowledge). Acest curs introduce studenților teoriile despre natura și limitările cunoașterii (epistemologia de bază) și oferă practică în determinarea sensului și validității cunoașterii (gândirea critică). Se pretinde a fi un „element emblematic” al programului de diplomă și este singurul curs pe care toți candidații trebuie să îl urmeze. TOK necesită 100 de ore de instruire, finalizarea unui eseu evaluat extern de 1600 de cuvinte (cu un titlu ales dintre șase titluri prescrise de IB — reprezentând 67% din nota finală) și o prezentare evaluată intern (reprezentând 33%) pe subiectul ales de candidat.[23]
- Creativitate, activitate, serviciu (CAS). CAS își propune să ofere studenților oportunități de dezvoltare personală, auto-reflecție, provocări intelectuale, fizice și creative și conștientizarea față de ei înșiși ca membri responsabili ai comunităților lor[24] prin participarea la muncă socială sau comunitară (serviciu), atletism sau alte activități fizice (activități) și activități creative (creativitate). Norma pentru activitatea minimă de CAS pe durata programului de doi ani este de aproximativ 3-4 ore pe săptămână, deși nu se încurajează „numărarea orelor”. Anterior, a existat o cerință de a finaliza 150 de ore CAS, dar acest lucru a fost anulat în 2010. Cu toate acestea, unele școli încă cer finalizarea acestor ore.[24]

Grupele de subiecte
Elevii care urmează diploma IB trebuie să aleagă șase subiecte: câte unul din grupele 1-5,  și unul din grupa 6 sau un subiect înlocuitor din una din celelalte grupe, după cum este descris mai jos. Trei sau patru subiecte trebuie luate la nivel superior (HL — High level), iar restul la nivelul standard (SL — Standard Level). IB recomandă un minim de 240 de ore de instruire pentru cursurile HL și 150 de ore pentru cursurile SL.
În timp ce IB încurajează studenții să urmeze un program de diplomă complet IB, „volumul de muncă substanțial necesită un  angajament foarte mare, organizare și inițiativă”. Elevii pot alege în schimb să urmeze unul sau mai multe subiecte individuale IB, fără cerințele de bază. Acești elevi nu vor primi diploma completă.
Cele șase grupe de subiecte și ofertele de curs IBDP sunt prezentate mai jos: 
- Grupul 1: Studii în limbă și literatură. La SL sau HL, aceasta este în general limba maternă a elevului, cu peste 80 de limbi disponibile, inclusiv româna[27][28] Începând cu vara anului 2011, există două opțiuni pentru Limba A (anterior Limba A1): Literatură, care este foarte asemănătoare cu vechiul curs, și Limbă și literatură, o adaptare puțin mai dificilă a fostei grupe de Limbă A2, care a fost retrasă. Domeniul interdisciplinar de literatură și interpretare poate fi, de asemenea, urmat la SL.
- Grupul 2: Dobândire de limbi străine. O limbă suplimentară, luată la următoarele niveluri: Limba B (SL sau HL) sau Limba ab initio (numai SL).[29] Latină și Greacă clasică sunt, de asemenea, oferite, și pot fi luate la SL sau HL.[28] În urma înlocuirii opțiunii Limbă A2 cu oferta de limbă și literatură a Grupei 1 pentru cursuri începând cu vara anului 2011, a fost schimbată programa limbajului B: cursul este acum mai riguros, iar la HL există studiul obligatoriu a două lucrări de literatură (deși aceasta este mai degrabă pentru înțelegerea textului, decât o analiză și este evaluată numai prin exerciții). În plus, studenții Limbă B SL pot studia un text ca înlocuitor pentru subiectele opționale.
- Grupul 3: Indivizi și societăți . Cursuri de științe umaniste și sociale oferite atât la SL, cât și la HL sunt: Managementul afacerilor, Economie, Geografie, Istorie, Tehnologia informației într-o societate globală (ITGS), Filosofie, Psihologie, Antropologie socială și culturală și Politică globală.[30] Cursul Religiile Lumii și cursul interdisciplinar Sisteme de mediu și societăți sunt de asemenea oferite doar la SL.
- Grupa 4: Științe experimentale. Cinci cursuri sunt oferite atât la SL, cât și la HL: Chimie, Biologie, Fizică, Tehnologie de proiectare și Informatică . Cursurile de Sport, exerciții fizice și științe ale sănătății, precum și cursurile interdisciplinare de Sisteme de mediu și societăți și Natura științei sunt oferite numai la SL.
- Grupa 5: Matematică. În ordinea crescătoare a dificultăților, cursurile oferite sunt Studii matematice SL, Matematică SL și HL și Matematică suplimentară HL. Cursurile elective de informatică au fost mutate în Grupul 4 ca un curs complet de la primele examene în 2014.[31]
- Grupul 6: Artele. Cursuri oferite atât la SL, cât și la HL: Dans, Limbi străine, Muzică, Teatru, Arte vizuale și Film .[32] În locul unui curs de grupa 6, elevii pot alege să urmeze un curs suplimentar din grupele 1-4 sau Matematică suplimentară HL (dacă studiază deja Matematică HL), un curs de Informatică din grupa 4 sau un curs creat de școală și aprobat de IB.[25] [33] Domeniul interdisciplinar de Literatură și interpretare este de asemenea oferit, deși în prezent numai la SL.

Sisteme de mediu și societăți SL este un curs interdisciplinar conceput pentru a îndeplini cerințele de diplomă pentru grupele 3 și 4, în timp ce Literatură și interpretare SL îndeplinește cerințele grupelor 1 și 6.
Programul de Diplomă Online și cursuri pilot
IB dezvoltă o versiune on-line pilot a IBDP și oferă în prezent mai multe cursuri online pentru studenții IBDP.  În cele din urmă, aceștia doresc să ofere cursuri online oricărui student care dorește să se înregistreze. În plus, IB a dezvoltat cursuri pilot care includ Religiile Lumii; Sport, exerciții fizice și științe ale sănătății, Dans și un curs pilot transdisciplinar, Literatură și performanță, Politică globală. Aceste cursuri pilot au devenit acum parte din cursurile principale.     

## Evaluare și premii
Toate subiectele (cu excepția CAS) sunt evaluate folosind evaluatori interni și externi. Examenele evaluate pe plan extern sunt date în întreaga lume în mai (de regulă pentru școlile din emisfera nordică) și în noiembrie (de obicei în școlile din emisfera sudică). Fiecare examen constă de obicei în două sau trei lucrări, în general scrise în aceeași zi sau în zile succesive.  Cele două sau trei lucrăriipot avea diferite forme de întrebări sau se pot concentra pe diferite domenii ale programelor disciplinei. De exemplu, în Chimie SL, lucrarea 1 are întrebări cu răspunsuri multiple, lucrarea 2 are întrebări cu răspunsuri extinse. Lucrarea 3 se concentrează pe „opțiunile” selectate de profesor și întrebări privind analiza datelor. Notarea tuturor evaluărilor externe se face de către examinatori independenți desemnați de IB. 
Natura evaluării interne (IA — Internal assessment) variază în funcție de subiect. Pot exista prezentări orale (utilizate în grupele de limbi), lucrări practice (în științe experimentale și arte) sau lucrări scrise. Evaluarea internă reprezintă 20-50% din nota finală pentru fiecare subiect și este marcată de un profesor din școală. Un eșantion de cel puțin cinci persoane din fiecare subiect la fiecare nivel de la o școală va fi evaluat de un moderator desemnat de IB, într-un proces numit moderare externă a evaluării interne. Bazându-se pe această moderare, notele întregului subiect din acea școală se vor schimba.
Punctele sunt acordate de la 1 la 7, cu 7 fiind cel mai mare punctaj și 1 cel mai mic, care echivalează cu notele din sistemul britanic (7 - A*, 6 - A, 5 - B, 4 - C, 3 - D, 2 - E și 1 - F). Sunt acordate până la trei puncte suplimentare, în funcție de notele obținute în eseul extins și în teoria cunoașterii, astfel încât suma totală maximă posibilă din IBDP este de 45.  Rata de promovare globală pentru diploma IB este de aproximativ 80%. Pentru a obține o diplomă IB, candidații trebuie să primească cel puțin 24 de puncte sau o medie de patru (aprox. 5,71 pe sistem românesc) dintr-un posibil de șapte puncte pentru fiecare din cele șase subiecte. Candidații trebuie, de asemenea, să primească un minim de 12 puncte de la subiectele lor de nivel înalt și un minim de 9 puncte de la subiectele lor de nivel standard. În plus, candidații trebuie să îndeplinească toate cerințele pentru EE, CAS și TOK. Nerespectarea condițiilor care îi împiedică pe un student să obțină o diplomă, indiferent de punctele primite, sunt necompletarea CAS, mai mult de trei note de 3 sau mai mici, neîndeplinirea punctelor specifice necesare subiectelor de nivel înalt sau standard, sau plagiat.
Candidații care îndeplinesc cu succes toate cerințele programului IB Diploma și una sau mai multe dintre următoarele combinații sunt eligibili să primească o diplomă bilingvă: două subiecte din grupa 1 (în limbi diferite), un subiect al grupului 3 sau 4 într-o altă limbă decât limba de la grupa 1 a candidatului, sau un eseu extins într-un subiect al grupului 3 sau al grupului 4 scrise într-o altă limbă decât limba grupului 1 a candidatului. Certificatele IB sunt emise pentru a indica absolvirea cursurilor de diplomă și a examenelor pentru studenții care nu primesc diplomă.
Circumstanțe speciale
În cazul în care condițiile de evaluare standard ar putea pune un student cu nevoi educaționale speciale în dezavantaj, ar putea fi acceptate modalități speciale. Publicația privind candidații cu nevoi speciale de evaluare conține informații privind procedurile și aranjamentele pentru studenții cu nevoi speciale. 

## Cerere și autorizare
Pentru a oferi programul de Diplomă IB, o instituție trebuie să treacă printr-un proces de înscriere, iar în acea perioadă profesorii să fie instruiți în programa IB. La sfârșitul procesului de solicitare, IB efectuează o vizită de autorizare. Odată ce o școală este autorizată să ofere programul, o taxă anuală asigură suportul permanent din partea IB, autorizația legală de afișare a siglei IB și accesul la Centrul curricular online (OCC — Online Curriculum Centre) și la IBIS. OCC oferă informații, resurse și sprijin pentru profesorii și coordonatorii IB. IBIS este o bază de date utilizată de coordonatorii IB. Alte taxe IB includ, de asemenea, înregistrarea studenților și taxele individuale de examen pentru examen. 

## Recunoașterea universității
Diploma IB este acceptată în 75 de țări la peste 2.000 de universități, iar IB are un motor de căutare pe site-ul său, deși îi sfătuiește pe studenți să verifice politicile de recunoaștere direct la fiecare universitate. IB deține, de asemenea, o listă de universități care oferă burse absolvenților IBDP în condițiile specificate de fiecare instituție, inclusiv 58 de colegii și universități din Statele Unite. Următoarea este o prezentare generală a politicilor de recunoaștere universitară în diferite țări. 
| Australia     | Deși fiecare universitate din Australia acceptă diploma IB, criteriile de intrare diferă de la universitate la universitate. Unele universități acceptă elevii pe baza numărului de puncte IB, în timp ce altele cer ca punctele să fie convertite. În majoritatea statelor, acest lucru se bazează pe clasamentul australian de admitere terțiar (ATAR). În Queensland, scorurile IBDP sunt convertite într-o scală QTAC pentru a determina gradul de selecție.                                                         |
| Austria       | Este considerat un certificat de absolvire a școlii secundare străine, chiar dacă școala care eliberează diploma se află în țară. Deciziile de admitere sunt la discreția instituțiilor de învățământ superior. |
| Canada        | IB America de Nord publică un rezumat al politicii de recunoaștere a IB pentru universitățile din Canada. |
| China         | Republica Populară Chineză nu acceptă oficial diploma IB pentru calificarea universitară. |
| Finlanda      | Diploma IB oferă aceeași calificare pentru înscriere ca examenul de înmatriculare la nivel național. Cerințele de bază diferă foarte puțin, deși diploma finlandeză are mai multe opțiuni și limbile sunt o parte mai mare din clasarea finală |
| Franța        | IBDP este una dintre diplomele străine care le permite studenților să acceseze universitățile franceze. |
| Germania      | A stabilit anumite condiții pentru ca diploma IB să fie acceptată. Elevii trebuie să aibă fie Grupul 1 sau 2 (sau ambii) la HL; matematică Standard Nivel minim; și cel puțin un curs de știință sau matematică la nivel superior. Elevii germani de bacalaureat internațional din unele școli pot să obțină o diplomă „bilingvă” care să le permită accesul la universitățile germane; jumătate din clasele din acest program sunt ținute în limba germană.                                                             |
| Hong Kong     | Elevii care urmează programul de diplomă IB pot aplica la universități ca non-JUPAS (Joint University Programmes Admissions System). |
| India         | Asociația universităților indiene recunoaște IBDP ca o calificare de intrare pentru toate universitățile, cu condiția ca solicitanții să includă un document din partea IB care detaliază echivalența procentuală și să îndeplinească cerințele specifice de curs pentru admiterea în programele medicale și de inginerie. |
| Italia        | Ministerul italian al învățământului recunoaște diploma IB ca fiind echivalent academic cu diploma națională, cu condiția ca planul de învățământ să includă limba italiană și programul IB special acceptat pentru înscrierea HED în Italia. |
| Peru          | Universitățile peruane nu acceptă oficial diploma IB. Cu toate acestea, Ministerul Educației poate acorda o echivalență parțială diplomei naționale pentru studenții care au absolvit în mod satisfăcător cel de-al patrulea an de liceu din țară. |
| Rusia         | Potrivit IB, există două universități din Rusia care recunosc oficial diploma IB în conformitate cu anumite orientări. Ministerul rus al învățământului consideră că diploma IB eliberată de școlile de stat acreditate de stat în Rusia echivalează cu certificatul de învățământ general secundar (denumit attestat). |
| Singapore     | În prospectul 2008-2009 din Singapore, Universitatea Națională din Singapore (NUS) acceptă IBDP ca o diplomă de liceu pentru universitățile din Singapore. Cerințele universității sunt după cum urmează: trei subiecte HL cu scoruri de 5 sau mai mult, două subiecte SL cu scoruri de 4 sau mai mult și o notă de 4 sau mai mult în limba engleză A, Standard Level. În plus, studenții din Singapore urmează să-și îndeplinească criteriile de limbă maternă cu un scor de 4 sau mai mult pentru limba maternă A / B. |
| Spania        | Consideră că diploma IB este echivalentă cu „Título de bachillerato español”. Începând cu data de 1 iunie 2008, deținătorii de diplome IB nu mai trebuie să treacă examenul de intrare la universitate pentru a fi admiși în universitățile spaniole. |
| Suedia        | Diplome IB pot fi transformate într-un echivalent suedez. După echivalare, diploma IB este tratată la fel ca una din sistemul educațional suedez. |
| Turcia        | Universitățile din Turcia acceptă diploma IB, dar toți solicitanții sunt obligați prin lege să treacă examenele de admitere universitare. |
| Regatul Unit  | UCAS publică un tabel tarifar de intrare pentru universități care convertește diploma IB și alte calificări în „puncte tarifare” standardizate dar acestea nu sunt obligatorii, astfel încât instituțiile sunt libere să stabilească cerințe minime de intrare pentru candidații IB care nu sunt aceleași cu cele pentru candidații la nivelurile A. |
| Statele Unite | Instituțiile de învățământ superior își stabilesc propriile politici de admitere și creditare pentru recunoașterea diplomei IB. Colorado și Texas au o legislație care impune universităților să adopte și să pună în aplicare o politică care acordă credite colegilor studenților care au finalizat cu succes IBDP. |

## Recepție
IBDP-ul a fost descris ca fiind „un curriculum riguros recunoscut de universități din întreaga lume”, în ediția revistei Time din 10 decembrie 2006, într-un articol intitulat „Cum să scoatem școlile noastre din secolul XX”.  De asemenea, a fost prezentată în ediția din vara anului 2002 a American Educator, în care Robert Rothman l-a descris drept „un bun exemplu al unui sistem eficient, bazat pe examene”.  Howard Gardner, profesor de psihologie educațională la Universitatea Harvard, a declarat că curriculumul IBDP este „mai puțin parohial decât majoritatea eforturilor americane” și îi ajută pe elevi să „gândească critic, să sintetizeze cunoștințele, să reflecteze asupra propriilor procese de gândire și să-și însușească gândirea interdisciplinară”.  Un director de admitere la Universitatea Brown pretinde că IBDP dobândește un larg respect. 
În Regatul Unit, IBDP este „considerat ca fiind mai dificil din punct de vedere academic, dar mai cuprinzător decât trei sau patru niveluri A”, potrivit unui articol din Guardian. În 2006, miniștrii guvernamentali au acordat finanțare astfel încât „fiecare autoritate locală din Anglia ar putea avea cel puțin un centru care să ofere elevilor de liceu șansa de a urma cursurile IB”. Temerile legate de un sistem de învățământ „pe două niveluri” care împărțeau în continuare educația între bogați și săraci au apărut, deoarece creșterea și dezvoltarea IB este realizată de școlile private. 
În Statele Unite, criticile privind IBDP-ul s-au axat pe afirmația vagă că este antiamericană, potrivit unor părinți anonimi citați de The New York Times, care s-au opus finanțării programului de către UNESCO în primii săi ani. Costul de bază este considerat a fi mai mare decât al altor programe. În anul 2012, consiliul școlii din Coeur d'Alene, Idaho, a votat eliminarea tuturor programelor IB din district, din cauza participării scăzute și a costurilor ridicate. 

## linkuri externe
- Programul de diplomă Arhivat în 21 noiembrie 2014, la Wayback Machine. este site-ul oficial al IB